# Bọ Cạp (chiêm tinh)
Bọ Cạp (tiếng Anh: Scorpio /ˈskɔːrpiəʊ/; tiếng Hy Lạp cổ: Σκορπιός skorpiós; ký hiệu: ♏︎), hay còn gọi là Thiên Hạt, Hổ Cáp hoặc Thiên Yết, là cung hoàng đạo thứ tám trong vòng tròn Hoàng Đạo, nằm giữa 210° và 240°Của kinh độ thiên thể. Biểu tượng của cung này là con bọ cạp. Bọ Cạp thuộc nguyên tố Nước (cùng với Cự Giải và Song Ngư) và là một trong 4 cung Kiên định (cùng với Sư Tử, Kim Ngưu và Bảo Bình).
Chủ tinh của Bọ Cạp là Hỏa tinh (cũ) và Diêm Vương tinh (mới). Đối đỉnh Kim Ngưu trong vòng tròn Hoàng Đạo. Từ khóa: Xúc động, bí mật, cực đoan, quyến rũ, ép buộc,mạnh mẽ, ràng buộc.
Bọ Cạp là cung có thuộc tính Nữ và chi phối cơ quan sinh dục trên cơ thể.

## Thần thoại

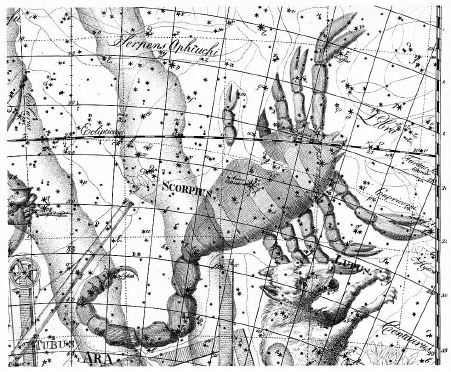

### Hy Lạp
Orion là một thợ săn, con trai của thần Poseidon và Elyadice. Trong một lần qua đảo Crete, anh đã gặp nữ thần Artemis và hai người đã phải lòng nhau. Tuy nhiên, thần Apollo không hài lòng với mối tình này nên đã phái một con bọ cạp khổng lồ để truy đuổi Orion. Trong lúc bơi sang đảo Delos để chạy trốn con bọ cạp, Orion đã bị trúng mũi tên của thần Artemis và qua đời.
Để tưởng nhớ Orion, nữ thần đã đưa anh lên bầu trời trở thành chòm sao Lạp Hộ (Orion). Còn Apollo thì vẫn đuổi cùng giết tận Orion bằng cách đưa con bọ cạp khổng lồ lên bầu trời thành chòm sao Bọ Cạp. Vậy nên mỗi khi chòm sao Bọ Cạp mọc lên thì chòm sao Lạp Hộ lại lặn xuống.
La Mã
Câu chuyện về nguồn gốc của chòm sao Bọ Cạp trong thần thoại La Mã có phần tương đồng với thần thoại Hy Lạp. Bắt nguồn từ cái chết của Orion, một người khổng lồ trẻ tuổi, có tài săn bắn và là con của Neptune, vị thần biển cả. Những câu chuyện về tài nghệ, sức mạnh và nét nam tính của Orion đã trở thành huyền thoại. Còn câu chuyện về cái chết của Orion thì lại có nhiều phiên bản khác nhau. Một trong số đó kể rằng Eos, nữ thần bình mình, đã đem lòng yêu Orion và mang chàng theo bên mình. Diana, nữ thần mặt trăng trở nên ghen tuông, cho rằng Eos nên chọn người yêu trần thế và sai một con bọ cạp đi giết Orion. Một phiên bản khác lại kể rằng Orion đã cố cưỡng bức Diana nên nữ thần đã đưa một con bọ cạp khổng lồ từ dưới đất lên để chích Orion.
Sau cái chết của Orion, Jupiter đã đặt cả Orion lẫn con bọ cạp lên trời cùng những vì tinh tú để trở thành chòm sao. Orion với bộ giáp vàng và thanh kiếm trong tay, là một trong những chòm sao sáng nhất và tráng lệ nhất trên bầu trời đêm mùa đông. Nhưng Orion phải trốn chạy khỏi chòm Bọ Cạp mỗi khi nó vừa mọc lên trên bầu trời.

### Ai Cập
Thời Ai Cập cổ đại, bọ cạp được coi biểu tượng cho nữ thần Selket, thần che chở cho người chết thường xuất hiện trên tường của những ngôi mộ với đôi cánh mở rộng.

## Những nhân vật nổi tiếng có Mặt Trời tại Bọ Cạp
- Fyodor Dostoevsky (11/11/1821 - 09/02/1881), là kỹ sư quân sự, nhà báo và nhà văn nổi tiếng người Nga.
- Bill Gates (28/10/1955), là doanh nhân người Mỹ, nhà sáng lập và chủ tịch tập đoàn Microsoft.
- Pablo Picasso (25/10/1881 - 08/04/1973), là họa sĩ và nhà điêu khắc người Tây Ban Nha.
- Alfred Sisley (30/10/1839 - 29/01/1899), là họa sĩ theo trường phái ấn tượng người Anh.
- Anne Hathaway (12/11/1982), là nữ diễn viên, ca sĩ và nhà sản xuất phim người Mỹ.
- Condoleezza Rice (14/11/1954), là cựu Ngoại trưởng Hoa Kỳ và từng là cố vấn an ninh quốc gia trong nhiệm kỳ của Tổng thống George Bush.
- Demi Moore (11/11/1962), là một trong những nữ diễn viên xuất sắc và nổi tiếng ở Hollywood.
- Hilary Clinton (26/10/1947) là một trong những nữ chính trị quyền lực trên thế giới, bà là Đệ nhất Phu nhân Hoa Kỳ (1993 - 2001), là Thượng nghị sỹ Hoa Kỳ (2001 - 2009) và là ứng cử viên Tổng thống Hoa Kỳ năm 2016.